# Edmund Gomansky
Edmund Gomansky, también escrito Gomanski, fue un escultor alemán, nacido el 6 de noviembre de 1854 en Stettin y fallecido el año 1930.

## Biografía
Gomansky estudió en la Academia de las Artes de Berlín, junto a  Fritz Schaper (1841-1919). Fue alumno de  de Rudolf Siemering (1835-1905). Desde 1880 y casi de forma ininterrumpida, participó en la exposición Berlín-Wilmersdorf, que mostró la obra de artistas vivos en el marco de la Exposición de Arte Gran Berlín, primero con bustos y estatuas de género más tarde.  
Desde 1911 creó bronces de animales principalmente naturalistas (incluyendo a las aves comunes, tales como grullas y pingüinos).
Vivió en el barrio berlinés de Berlin-Friedenau, cerca de Görrestraße 16 donde residió el también escultor Georges Morin en una zona habitada por muchos otros artistas como Wilhelm Haverkamp, Valentino Casal (1867-1951), Heinrich Mißfeld (1872-1945), Ludwig Isenbeck, Ludwig Manzel y  Paul Hubrich (1869-1948).

## Obras (selección)
Entre las mejores y más conocidas obras de Edmund Gomansky se incluyen las siguientes:
- 1891: Niño orante - Betende Knaben (en el Altes Museum - antiguo Königlichen Museen - de Berlín, realizado por Gomansky bajo la dirección de Rudolf Siemering)[5]
- 1895: Diseño del Monumento al Kaiser Guillermo en Chemnitz (Su diseño ganó el concurso junto con el de Wilhelm von Rümann, pero no recibió la orden de ejecución.)

- 1898: Madre e hijo - Mutter mit Kind (también conocido como „Muttergruppe“, escultura de mármol de una madre con un niño dormido), Berlín primero hasta 1960 sin la parte de la base de un zócalo de mármol en la Plaza Andreas,[6] junto con el llamado "grupo del padre" („Vatergruppe“) de Wilhelm Haverkamp . Después de la eliminación de la plaza, reubicado  en el parque Friedrichshain[7] al norte cerca de la Clínica Friedrichshain,[8] instalado como centro de una rotonda verde. (Aquí, sin embargo, en muy malas condiciones de conservación, el mármol sucio.)

- 1902: Estatua de un soldado en la sala de reuniones de la Cámara Baja de Nieder-Barnimer[9]

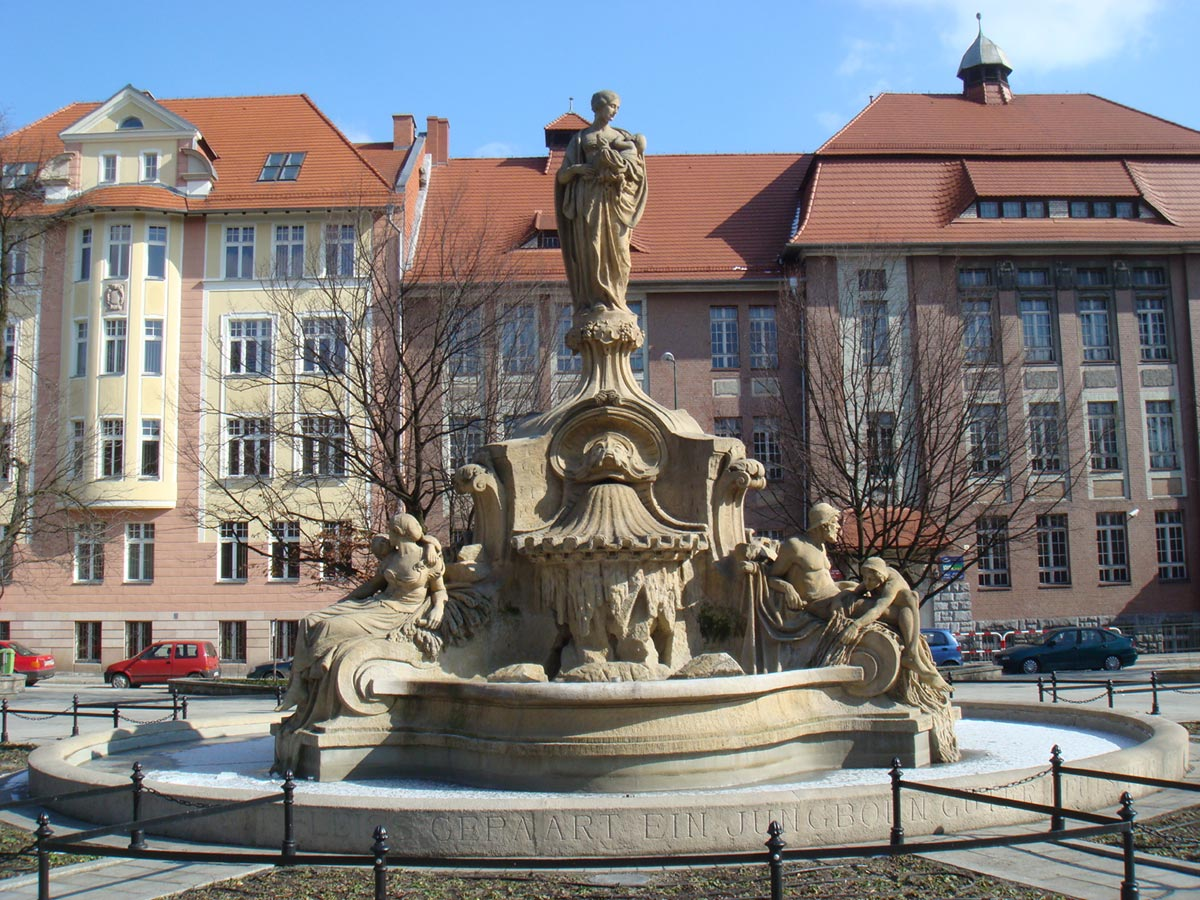
Fuente de Ceres (Ceresbrunnen), Opole.

- 1904-07: Fuente de Ceres en Opole en la Plaza de Federico (Friedrichsplatz -antigua plaza Ignacego Daszyńskiego) - con esculturas de Deméter (Ceres) y su hija Perséfone (Proserpina) y Poseidón (Neptuno) con Glauco y una red de pesca y Hércules con una azada, figuras que simbolizan de forma alegórica la agricultura, la pesca y la minería. El monumento fue construido en el centenario del Edicto de octubre de 1807, que organizó la reforma agraria de Prusia.

En algunas imágenes antiguas del monumento, la figura central de Ceres aparece recubierta por una cúpula.

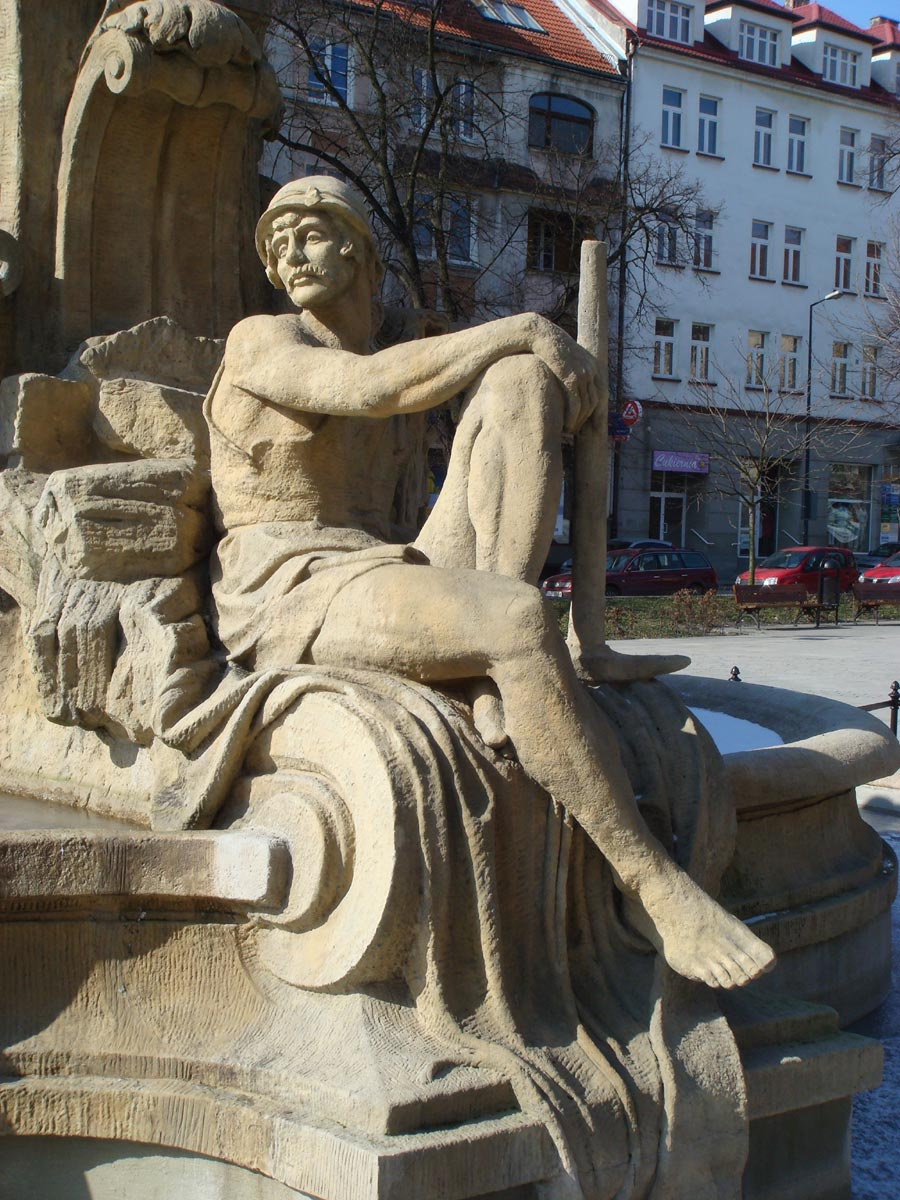
La minería
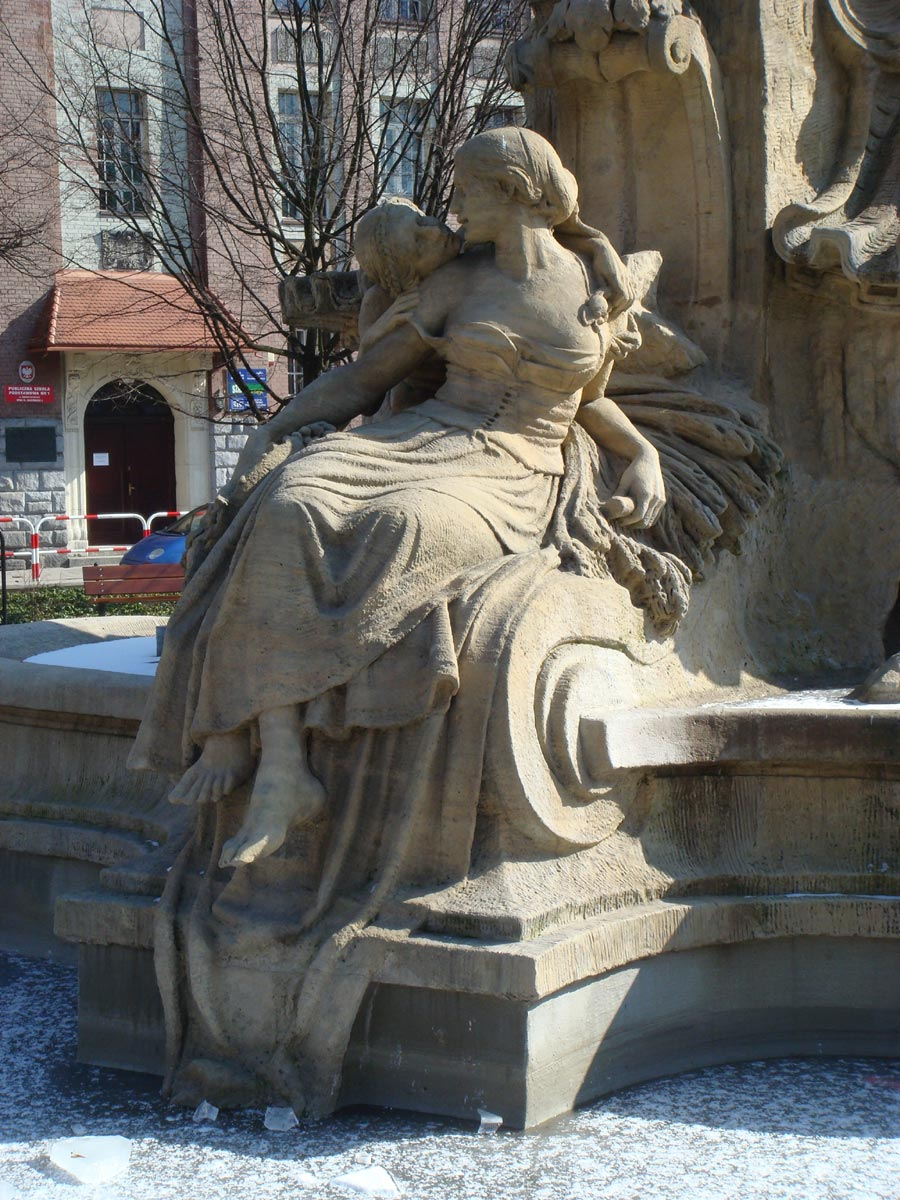
La agricultura
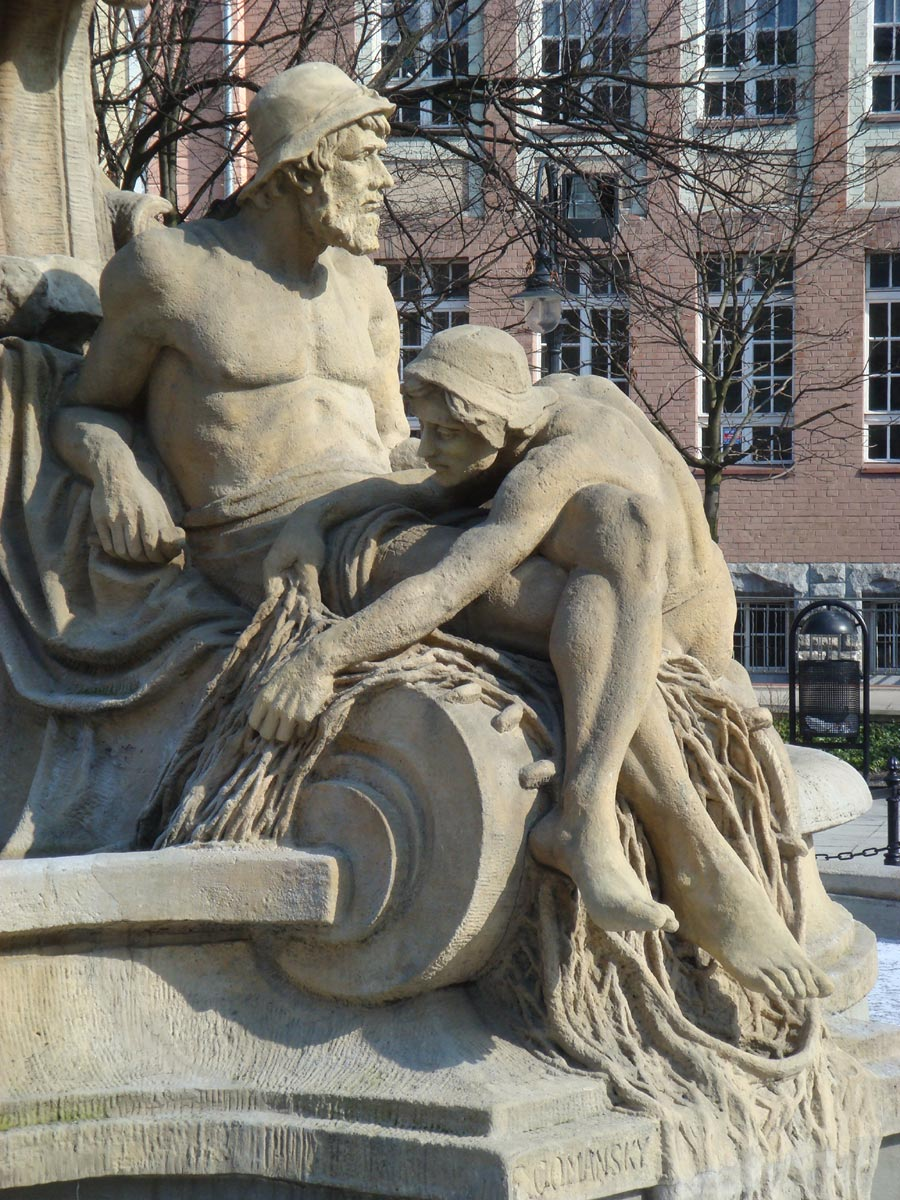
La pesca

(pulsar sobre la imagen para agrandar) 
- 1908: Andante (estatua femenina, presentada en la Gran Exposición de Arte de Berlín)[11]